# Список послов России в Казахстане
В статье представлен список послов России в Казахстане.

## Хронология дипломатических отношений
- 17 декабря 1991 года — Российская Федерация признала государственный суверенитет Республики Казахстан.
- 22 октября 1992 года — установлены дипломатические отношения между Республикой Казахстан и Российской Федерацией.
- 1992 год — открыто Посольство Российской Федерации в Республике Казахстан.

## Дипломатические представительства в Казахстане
- В Казахстане действуют Посольство Российской Федерации в Астане.
- В Казахстане действуют Генеральное консульство Российской Федерации в Алма-Ате и консульства в Уральске и Усть-Каменогорскe.

## Список послов
| Срок полномочий                   | Фото | Посол                         | Годы жизни | Дата вручения верительных грамот | Комментарии |
| --------------------------------- | ---- | ----------------------------- | ---------- | -------------------------------- | ----------- |
| 1992 — 13 сентября 1994           |      | Борис Анатольевич Красников   | 1934—2008  |                                  |             |
| 13 сентября 1994 — 17 апреля 1997 |      | Вячеслав Иванович Долгов      | 1937—      |                                  |             |
| 17 апреля 1997 — 31 декабря 1999  |      | Валерий Дмитриевич Николаенко | 1941—      |                                  |             |
| 31 декабря 1999 — 2 июля 2003     |      | Юрий Николаевич Мерзляков     | 1949—      |                                  |             |
| 2 июля 2003 — 9 ноября 2006       |      | Владимир Степанович Бабичев   | 1939—2010  | 8 августа 2003                   |             |
| 14 ноября 2006 — 7 февраля 2018   |      | Михаил Николаевич Бочарников  | 1948—      | 12 декабря 2006                  |             |
| 7 февраля 2018 — н. в.            |      | Алексей Николаевич Бородавкин | 1950—      | 29 ноября 2023                   |             |